# Список умерших в 1325 году

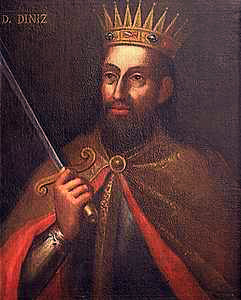
Диниш I

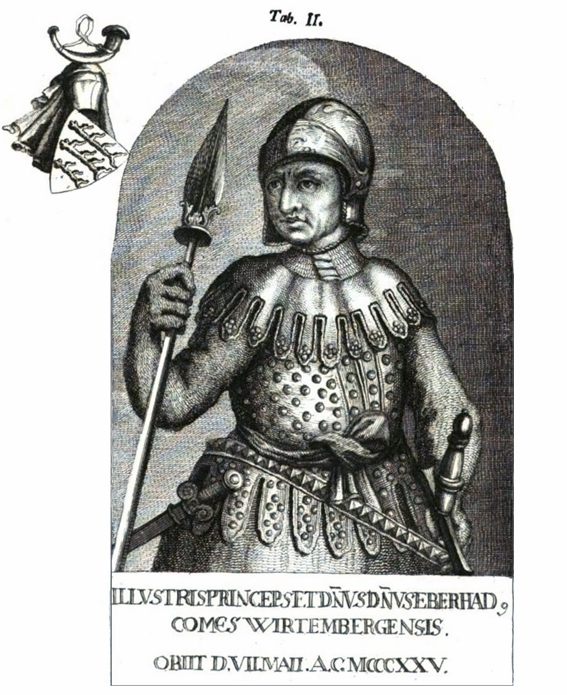
Эберхард I Светлый

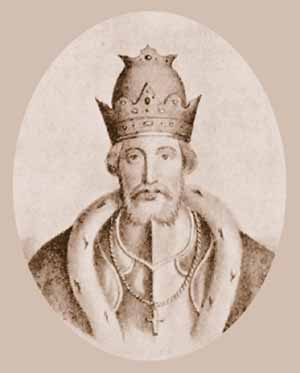
Юрий Данилович

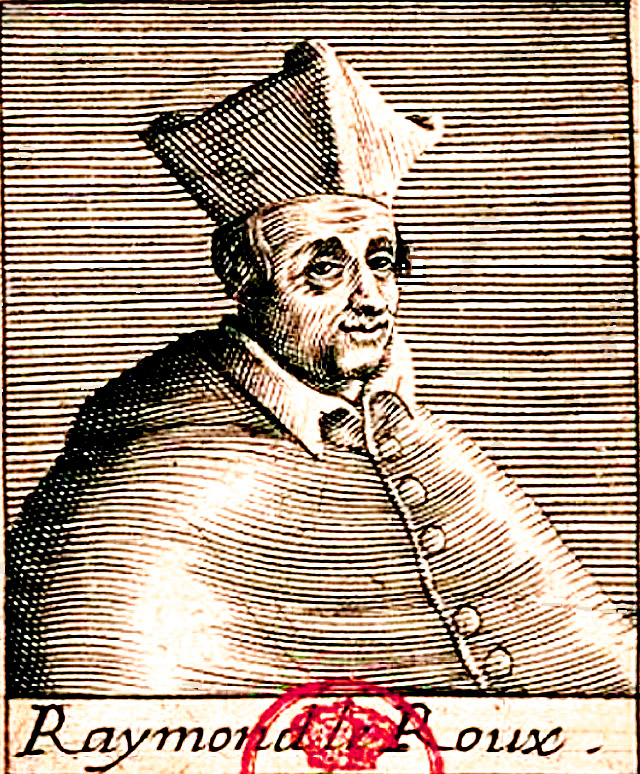
Раймон Ле Руа

Карл Валуа

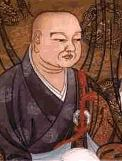
Кейзан

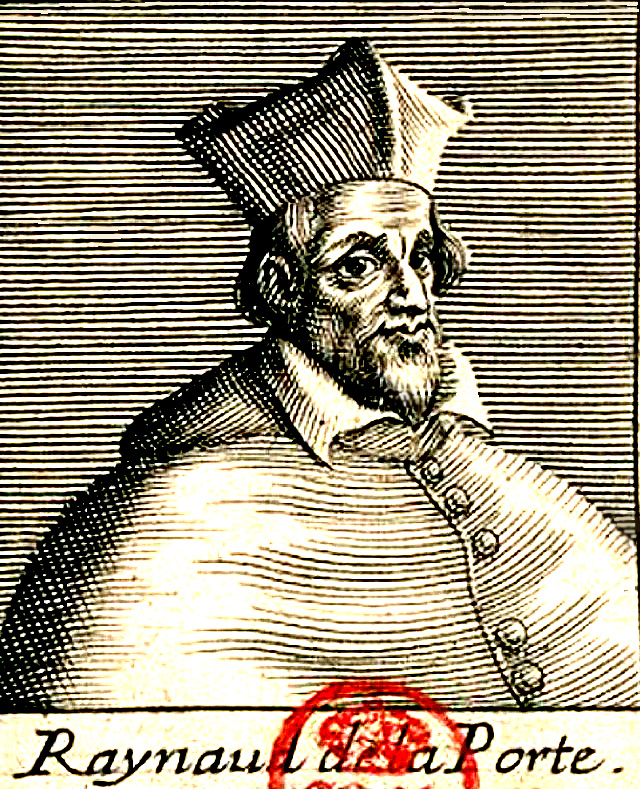
Рейно де Ла Порт

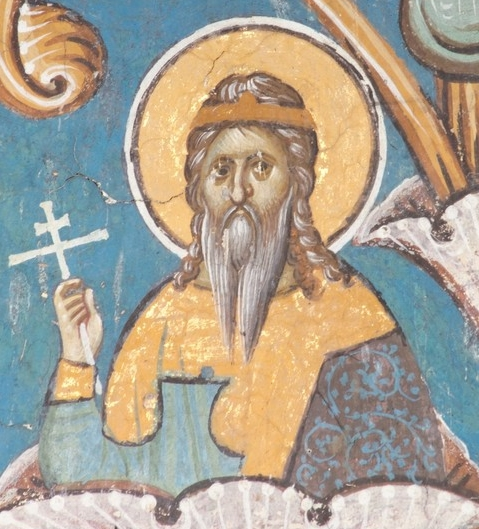
Стефан Владислав II

В этой статье представлен список известных людей, умерших в 1325 году.
См. также: Категория:Умершие в 1325 году

## Январь
- 7 января — Диниш I Земледелец (63) — король Португалии (1279—1325); поэт («король-трубадур»).
- 20 января — Джон Гастингс — 1-й барон Гастингс (1313—1325).

## Февраль
- 5 февраля — Давид, епископ Русской православной церкви, архиепископ Новгородский.
- Гийас ад-дин Туглак-шах I — основатель династии Туглакидов в Делийском султанате (1320—1325)
- Тхинатху[англ.] — один из создателей Мьинсайна, основатель царства Пинья

## Март
- 12 марта — Эрик II — герцог Шлезвига (1312—1325)
- 17 марта — Герхард фон Виппинген[нем.] — епископ Лозанны (1302—1309), епископ Базеля (1309—1325)
- 20 марта — Уильям де Феррерс (53) — первый барон Феррерс из Гроуби (1272—1325).
- Роберт де Умфравиль — граф Ангус — (1307—1325)

## Апрель
- 3 апреля — Низамуддин Аулия — один из наиболее значимых суфийских святых из ордена Чиштия
- 5 апреля — Ральф де Монтермар — граф Хартфорд и граф Глостер (1297—1307) (на правах жены), граф Атолл (1396—1307/1308), первый барон Монтермар (1309—1325)
- Пьер ле Тесье[англ.] — кардинал-священник S. Stefano in Monte Celio (1320—1325), вице-канцлер апостольской канцелярии (1319—1325)

## Май
- 3 мая — Оддоне делла Зала[итал.] — епископ Терральбы (1297, 1301—1302), епископ Пулы (1302—1308), архиепископ Ористано (1308—1312), архиепископ Пизы (1312—1323),примас Корсики и Сардинии (1312—1323), патриарх Александрийский (1323—1325)

## Июнь
- 5 июня — Эберхард I Светлый (60) — граф Вюртемберга (1279—1325).
- 23 июня — Чхунсон (49) — государь (ван) корейского государства Корё (1298 и 1308—1313).

## Июль
- 6 июля:
  - Джон Салмон[англ.] — епископ Или (1298—1299), епископ Нориджа (1299—1325), лорд-канцлер Англии (1320—1323);
  - Исмаил I ибн Фарадж — эмир Гранады (1314—1325); убит.

## Август
- 25 августа — Гоше VI де Шатильон, граф Порсьена (с 1324).

## Сентябрь
- 21 сентября:
  - Бурхард III фон Шраплау[нем.] — архиепископ Магдебурга (1308—1325);
  - Пьер де Грез[фр.] — епископ Осера (1308—1325).
- 27 сентября — Амир Хосров Дехлеви — персоязычный поэт, также писавший на хинди, учёный, музыкант, поэзия которого имела огромное значение в истории индийской литературы.

## Октябрь
- 13 октября — Роберт VII — граф Оверни и Булони (1314—1325)

## Ноябрь
- 1 ноября — Александр Хуно[нем.] — немецкий историк-хронист
- 7 ноября — Итидзё Учицунэ[англ.] — японский государственный деятель кампаку (1318—1323)
- 8 ноября — Вислав III — князь Рюгена (1302—1325), миннезингер, последний князь Рюгена из династии Виславидов.
- 21 ноября — Юрий Данилович — Князь московский (1303—1325), Великий князь Владимирский (1318—1322), Князь новгородский (1322—1325); убит
- 27 ноября — Вит де Хабданк[нем.] — епископ Вроцлава (1319–1325)
- Раймон Ле Руа[фр.] — кардинал-дьякон de S. Maria in Cosmedin (1320—1325), кардинал-священник de S. Crisogono (1325)

## Декабрь
- 16 декабря — Карл Валуа (55) — граф де Валуа (1286—1325), граф Алансонский (на правах апанажа}, граф Анжуйский и граф дю Мэн (под именем Карл III) (1290—1325) (на правах жены), титулярный император Латинской империи (1302—1308) (на правах жены), титулярный король Арагона (1284—1295), основатель дома Валуа.
- 18 декабря — Алламе Хилли — шиитский богослов и правовед, представитель направления иснаашари.

## Дата неизвестна или требует уточнения
- Альберт II — правитель Горицы (1323—1325).
- Байбарс аль-Мансури[англ.] — турецкий историк.
- Гульельмо Вентура, итальянский хронист, торговец пряностями и городской чиновник из Асти (Пьемонт), автор латинской хроники «Летопись деяний граждан Асти и многих других городов».
- Иосиф бен-Авраам Гикатилла, испанский раввин и каббалист, автор многочисленных трактатов.
- Гильом III де Сабран[фр.] — епископ Диня (1324—1325)
- Гульельмо Раймондо I Монкада[итал.] — испанский военный и политический деятель, основатель рода Монкада
- Джерард Аппелманс[итал.] — средневековый теолог
- Джон Сегрейв — барон Сегрейв (1295—1325), английский военачальник.
- Доннелл О’Нил, король ирландского королевства Тир Эогайн (Тирон) (1283—1286, 1290—1291, 1295—1319, 1319—1325).
- Кейзан[англ.] — второй после Догэна создатель школы Сото-сю японского буддизма
- Ма Дуаньлинь — китайский историк и энциклопедист
- Мадог Младший — Лорд Глиндиврдуи и Кинллайт-Оуайн (1304—1325)
- Никодим I[англ.] — архиепископ Сербии (1317—1324), святой сербской церкви.
- Рейно де ла Порт — епископ Лиможа (1294—1316), архиепископ Буржа (1316—1320), кардинал-епископ Остии (1321—1325)
- Секаракасекаран III[англ.] — царь Джафны, первый царь из династии Ариячакраварти
- Стефан Владислав II — король Срема (1316—1325), претендент на сербский престол.
- Томас де Данди[англ.] — епископ Росса (Шотландия) (1295—1325)
- Филиппо Русути[англ.] — итальянский художник
- Чаи Сонгкхрам[нем.]	— король Ланнатая (1311/1317—1325).
- Николас Эстли, английский аристократ, 2-й барон Эстли.